# Roghudi
Roghudi (im griechisch-kalabresischen Dialekt: Richùdi bzw. Rigùdi) ist eine süditalienische Gemeinde (comune) mit 932 Einwohnern (Stand 31. Dezember 2023) in der Metropolitanstadt Reggio Calabria in der Region Kalabrien. Die Gemeinde liegt etwa 66 Kilometer (Länge der Straßenverbindung) ostsüdöstlich von Reggio Calabria im Parco nazionale dell'Aspromonte. Roghudi liegt im Sprachgebiet des Grekaniko. Seine Nachbargemeinden sind Africo, Bova, Condofuri, Cosoleto, Melito di Porto Salvo, Roccaforte del Greco und Sinopoli.

## Ortsteile

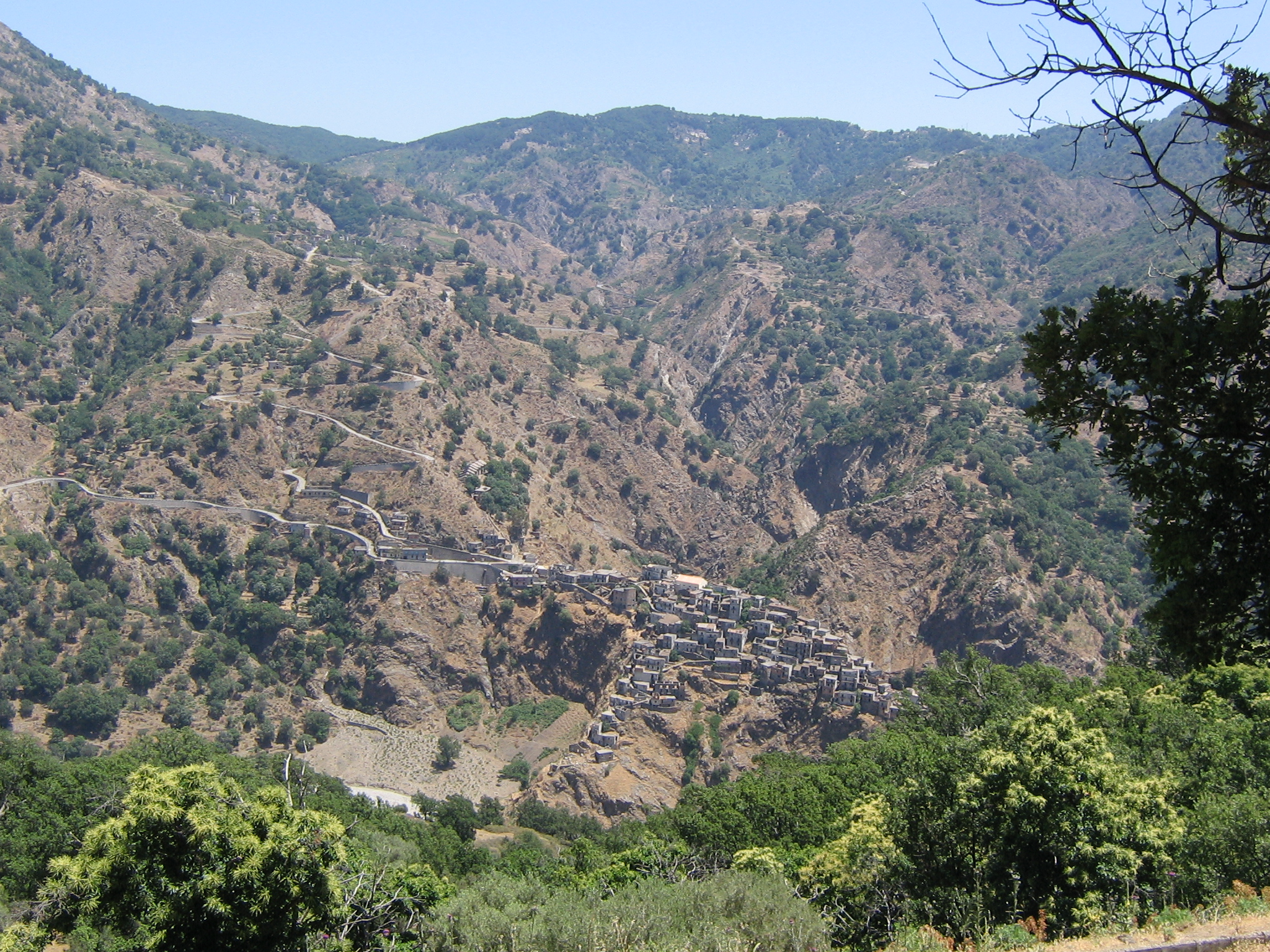
Roghudi Vecchio im Nationalpark Aspromonte

Die Gemeinde Roghudi besteht aus den Fraktionen Roghudi Vecchio, Chorio di Roghudi und Roghudi Nuovo. Der Ortskern (Roghudi Vecchio) liegt am Abhang eines Bergsporns oberhalb der Fiumara Amendolea. Durch Erdrutsche im Zusammenhang mit dem bei Schneeschmelze und Unwettern häufig auftretenden Hochwasser der Fiumara wurde das Dorf in der Vergangenheit stark in Mitleidenschaft gezogen. Es wurde von seinen Bewohnern inzwischen verlassen, ist jedoch – etwa im Gegensatz zu Africo Vecchio – nicht offiziell aufgegeben worden. Einige wesentliche Infrastruktureinrichtungen wie Stromversorgung und eine ausgeschilderte Straßenzufahrt aus den Nachbargemeinden Roccaforte del Greco und Bova sind in Roghudi Vecchio nach wie vor vorhanden. Abgesehen von dem angrenzenden, teilweise bewohnten Chorio di Roghudi lebt der überwiegende Teil der Einwohner der Gemeinde Roghudi heute in Roghudi Nuovo. Diese Fraktion wurde ab 1973 als neu gegründeter Ort errichtet. Er ist 39 Kilometer (Länge der Straßenverbindung) von Roghudi Vecchio entfernt und bildet verwaltungstechnisch eine Enklave im Stadtgebiet von Melito di Porto Salvo. Sämtliche Verwaltungseinrichtungen der Gemeinde Roghudi befinden sich in Roghudi Nuovo, während Roghudi Vecchio dem Verfall preisgegeben ist und den Charakter einer Geisterstadt angenommen hat.